# Manuel Pereira
Manuel Pereira Senabre (* 18. července 1961 Madrid, Španělsko) je bývalý španělský sportovní šermíř, který se specializoval na šerm kordem. Španělsko reprezentoval v osmdesátých a na začátku devadesátých let. Na olympijských hrách startoval v roce 1988 a 1992 bez výrazného výsledku v soutěži jednotlivců i družstev. V roce 1989 vybojoval titul mistra světa v soutěži jednotlivců. Jeho syn Yulen Pereira reprezentuje Španělsko v šermu kordem.